# Neamblysomus gunningi
Espèce
Synonymes
- Amblysomus gunningi (Broom, 1908)[2]

Statut de conservation UICN

 EN B1ab(iii)+2ab(iii) : En danger
Neamblysomus gunningi, communément appelé Taupe dorée de Gunning, est une espèce de mammifères endémique à l'Afrique du Sud.

## Description
Neamblysomus gunningi passe la majorité de son temps sous la terre. Elle mesure de 11 à 13 cm et pèse de 56 à 70 g pour les mâles et de 39 à 56 g pour les femelles. Elle se nourrit généralement de vers de terre, de larves d'insectes et d'autres petits invertébrés. Elle vit à l'extrême nord de l'Afrique du Sud, dans des terriers.
Cette espèce a été classée en voie de disparition en 2006. 